# 2002年冬季奥林匹克运动会跳台滑雪比赛
跳台滑雪於鹽湖城冬季奧運中只有3個小項，分別為男子個人90米、男子個人120米以及團體賽120米。跳台滑雪的賽事由2月10日正式開始，至2月18日完成所有比賽。

## 各國獎牌榜
| 排名 | 国家／地区  | 金牌 | 银牌 | 铜牌 | 總數 |
| ---- | ----------- | ---- | ---- | ---- | ---- |
| 1    | 瑞士（SUI） | 2    | 0    | 0    | 2    |
| 2    | 德国        | 1    | 1    | 0    | 1    |
| 3    | 波兰        | 0    | 1    | 1    | 2    |
| 3    | 芬兰        | 0    | 1    | 1    | 2    |
| 5    | 斯洛文尼亚  | 0    | 0    | 1    | 1    |

## 各項成績

### 男子
| 項目             | 金牌                                                                        | 金牌    | 银牌                                                                               | 银牌    | 铜牌                                                                              | 铜牌    |
| 个人赛（普通台） | 西蒙·阿曼（瑞士）                                                           | 269.0分 | 斯文·汉纳瓦尔德（德国）                                                            | 267.5分 | 亚当·马维什（波兰）                                                               | 263.0分 |
| 个人赛（大台）   | 西蒙·阿曼（瑞士）                                                           | 281.8分 | 亚当·马维什（波兰）                                                                | 269.7分 | 马蒂·豪塔迈基（芬兰）                                                             | 256.0分 |
| 团体赛（大台）   | 德国（GER） · 斯文·汉纳瓦尔德 · 斯特凡·霍克 · 米夏埃尔·乌尔曼 · 马丁·施米特 | 974.1   | 芬兰（FIN） · 马蒂·豪塔迈基 · Veli-Matti Lindström · 里斯托·尤西莱宁 · 扬内·阿霍宁 | 974.0   | 斯洛文尼亚（SLO） · 达米扬·弗拉斯 · 普里莫日·彼得卡 · 罗伯特·克拉涅茨 · 彼得·容塔 | 946.3   |